# Cosmologie non standard
Une cosmologie non standard est un modèle cosmologique physique de l'Univers qui a été, ou est toujours, proposé comme alternative au modèle standard de la cosmologie actuellement en vigueur. Le terme non standard s’applique à toute théorie non conforme au consensus scientifique.
Comme le terme dépend du consensus en vigueur, sa signification change avec le temps. Par exemple, la matière noire tiède n'aurait pas été considérée comme non standard en 1990, mais l'est en 2010. Inversement, une constante cosmologique non nulle aboutissant à un univers en accélération aurait été considérée comme non standard en 1990, mais fait partie de la cosmologie standard en 2010.
Plusieurs controverses cosmologiques majeures ont eu lieu au cours de l'histoire de la cosmologie. L’une des plus anciennes a été la révolution copernicienne, qui a établi le modèle héliocentrique du Système solaire. Un autre débat important fut celui de 1920, au terme duquel fut établi le statut de la Voie lactée comme l'une des nombreuses galaxies de l'Univers. Des années 1940 aux années 1960, la communauté astrophysique était divisée à parts égales entre les partisans de la théorie du Big Bang et les partisans de la théorie de l'état stationnaire ; la théorie du Big Bang l'a emporté à la fin des années 1960. Le modèle standard actuel de la cosmologie est le modèle ΛCDM dans lequel l'Univers, qui a commencé par le Big Bang, est régi par la relativité générale, et est aujourd'hui presque plat et composé d'environ 5% de baryons, 27% de matière noire froide et 68% d'énergie noire.
Le modèle ΛCDM est un modèle avec beaucoup de prévisions avérées, mais conserve quelques faiblesses (comme le problème des galaxies naines). La recherche sur des extensions ou des modifications du modèle ΛCDM, ainsi que sur des modèles fondamentalement différents, est en cours. Les sujets étudiés comprennent la quintessence, la théorie de la dynamique newtonienne modifiée (MOND), la théorie tenseur-scalaire, ainsi que la matière noire tiède.

## Théories non standard

### L'univers d'Einstein
Le tout premier modèle cosmologique issu des équations de la relativité générale a été proposé par Albert Einstein en 1917. Il a par la suite été appelé univers d'Einstein. L'univers d'Einstein reposait sur deux hypothèses, à savoir que l'Univers était statique, et qu'il était homogène. Ces deux hypothèses ont mené Einstein à proposer une solution aux équations de la relativité générale décrivant un univers dit « sphérique », c'est-à-dire possédant une courbure spatiale positive, et ayant une structure par certains aspects semblable à celle d'une sphère ordinaire, mais possédant une dimension de plus (hypersphère). Cette hypothèse a mené Einstein à proposer (voire à déduire dans le cadre de ses hypothèses de départ) l'existence d'une forme de matière ayant une action répulsive à grande distance, indispensable pour compenser l'attraction gravitationnelle de la matière ordinaire. Cette forme de matière fut appelée par Einstein constante cosmologique.
L'univers d'Einstein fut abandonné à la fin des années 1920 à la suite de la mise en évidence par Edwin Hubble de l'expansion de l'Univers. Il semble qu'Einstein ait toujours été mal à l'aise avec l'idée que l'espace-temps puisse être dynamique, et l'hypothèse de l'expansion de l'Univers n'a été acceptée par lui, dès 1931, qu'avec une certaine réticence.

### Théorie de la lumière fatiguée
La théorie de la lumière fatiguée est une tentative proposée par Albert Einstein pour réconcilier son hypothèse d'univers statique avec l'observation de l'expansion de l'Univers. Cette dernière était déduite de l'observation d'un décalage vers le rouge proportionnel à la distance des galaxies. Cette idée a été également préconisée par Fritz Zwicky en 1929 comme explication alternative possible. Einstein avait émis l'hypothèse que la lumière pouvait, pour une raison non précisée, perdre de l'énergie proportionnellement à la distance parcourue, d'où le nom de « lumière fatiguée ». Si, pour un photon individuel, la lumière fatiguée est indistingable de l'hypothèse de l'expansion de l'Univers, elle fait des prédictions différentes dans certains contextes. En particulier, une distribution de photons présentant un spectre de corps noir garde, même si elle n'est pas à l'équilibre thermique, un spectre de corps noir du fait de l'expansion de l'Univers, avec une température qui décroît au cours du temps. Dans le cas de la lumière fatiguée, un spectre de corps noir est déformé au cours du temps. Le fond diffus cosmologique représente l'ensemble des photons issus de la phase dense et chaude qu'a connue l'Univers primordial. Ils n'interagissent pas avec la matière actuelle du fait de la trop faible densité de celle-ci. Le fond diffus cosmologique possédait par le passé un spectre de corps noir, du fait qu'il était, alors que l'Univers était très dense et très chaud, en interaction avec la matière. Depuis, ces interactions ont cessé, environ 380 000 ans après le Big Bang (époque dite de la recombinaison). On observe aujourd'hui que le fond diffus cosmologique possède encore un spectre de corps noir (c'est même le corps noir le plus parfait connu). Ce fait observationnel, établi au début des années 1990 par le satellite COBE (et qui a valu le Prix Nobel de physique 2006 au responsable de l'instrument FIRAS ayant permis d'établir ce résultat, John C. Mather) invalide l'hypothèse traditionnelle de la lumière fatiguée.
Le « Cosmos à expansion d'échelle », proposé par C. Johan Masreliez 1999, est un modèle cosmologique non standard expliquant le décalage vers le rouge à la manière de la lumière fatiguée. Le modèle de Masreliez n'aurait pas le problème du fond diffus cosmologique et montrerait aussi une dilatation du temps.

### La cosmologie dichotome
La cosmologie dichotome est inspirée de la théorie de la lumière fatiguée. Il s'agit d'un univers où le monde matériel est statique et le monde lumineux en expansion. Cette cosmologie permet de réconcilier l'Univers statique d'Einstein avec les observations sur lesquelles s'appuie la théorie de l'Univers en expansion. Ainsi cette théorie est conforme aux observations suivantes : la relation entre la distance lumineuse et le redshift des supernovas, et l'étirement des spectres des courbes lumineuses des supernovas, et le facteur de densité de radiation {\displaystyle (1+z)^{4}} déduit du fond diffus cosmologique,. Il apparaît aussi que l'équation de dualité des distances d'Etherington découle de la cosmologie dichotome.

### La théorie de l'état stationnaire
La théorie de l'état stationnaire est un modèle proposé à la fin des années 1940 par Fred Hoyle, Thomas Gold et Hermann Bondi, supposant que l'univers est éternel et immuable. L'origine de cette idée était double : d'une part étendre le concept du principe cosmologique dans le temps, d'autre part, réconcilier des tensions qui existaient à l'époque entre l'âge de l'univers déduit de la valeur de la constante de Hubble et l'âge des plus vieilles étoiles. La théorie de l'état stationnaire stipulait que l'univers était en expansion, mais que la dilution causée par celle-ci était compensée par un phénomène de création de matière par l'intermédiaire d'un champ appelé champ C. Ainsi, l'univers serait dans cette hypothèse éternel et stationnaire.
Ce modèle fut mis en difficulté par la découverte du fond diffus cosmologique dans le courant des années 1960, le fond diffus cosmologique n'étant explicable que par le fait que l'univers ait connu une phase dense et chaude par le passé. Les tenants de l'état stationnaire essayèrent d'invoquer une possible thermalisation du rayonnement stellaire par de minuscules aiguillettes de fer, sans pour autant prouver rigoureusement qu'une abondance de fer pouvait être produite par l'évolution stellaire. Un autre problème plus général avec ce modèle réside dans son incapacité à expliquer la métallicité observée de l'univers. L'évolution stellaire prédit en effet que l'abondance d'hélium produit par l'évolution stellaire est de l'ordre de 3 à 4 fois plus grande que celle de l'ensemble des éléments plus lourds. Cependant, on observe qu'environ 25 % de la masse de la matière baryonique de l'univers est sous forme d'hélium, et seulement 2 % sous la forme d'éléments plus lourds, signe qu'il doit exister de l'hélium produit avant les premières générations d'étoiles. Enfin, l'état stationnaire ne prédit pas d'évolution des populations de galaxies en fonction de leur éloignement, contrairement aux observations récentes, qui mettent clairement en évidence une évolution de la masse, de la métallicité, du taux d'interaction et de la morphologie de ces objets.
Incapable de rendre compte de très nombreuses observations, ce modèle fut abandonné par ses auteurs eux-mêmes au profit de la théorie de l'état quasi stationnaire. Cette théorie reste basée sur l'idée que l'univers crée au cours du temps de la matière, mais se distingue de la théorie de l'état stationnaire par le fait que l'univers n'est pas dans un état stationnaire (c'est-à-dire que sa densité moyenne n'est plus constante au cours du temps, la dilution causée par l'expansion de l'Univers n'étant plus exactement contrebalancée par le phénomène de création de matière), mais a une histoire cyclique, basée sur une alternance de phases d'expansion et de contraction. Ces idées sont dénoncées par la grande majorité des cosmologues comme étant fallacieuses et erronées. En particulier, on devrait observer que des objets lointains présentent non pas un décalage vers le rouge, mais un décalage vers le bleu, signe qu'ils sont suffisamment loin pour être vus à une époque où l'univers était dans une phase de contraction.

### Cosmologie du plasma
Selon Anthony L. Peratt (en), physicien américain de la physique des plasmas et de la fusion nucléaire, la cosmologie  du plasma (Plasma Astrophysics and Cosmology) a fêté le centenaire de sa fondation en 1996 et ses origines peuvent être attribuées à la recherche fondamentale publiée pour la première fois par Kristian Birkeland en 1896.
Ce paradigme cosmologique a été soutenu par le Prix Nobel de physique Hannes Alfvén qui l'a nommé « Plasma cosmology (en) ». La principale caractéristique de son approche est d'affirmer que les phénomènes de nature électromagnétique jouent un rôle d'égale importance que celle de la gravitation dans la structuration de l'univers à grande échelle. En particulier, l'observation de diverses structures filamenteuses dans l'univers est présentée par Alfvén comme la preuve de l'existence de courants électriques à très grande échelle. Alfvén trouve que les explications telles que le Big Bang, sont une forme furtive de créationnisme, qui tendent à faire naître l'univers d'ex nihilo.
Malgré le peu de crédit accordé à cette approche en astrophysique, les idées de Aflvén demeurent fertiles et inspirent notamment la NASA à étudier le plasma dans l'univers : « Dans tout l'univers, les ondes d'Alfvén sont omniprésentes dans les environnements magnétiques et devraient même se trouver dans les jets extragalactiques de quasars. En étudiant notre environnement proche de la Terre, les missions de la NASA telles que MMS (visent à) comprendre la physique des champs magnétiques dans l’univers. »,.
L'univers plasma possède un petit nombre de partisans, essentiellement issus de la physique des plasmas et du génie électrique. La plupart des articles scientifiques sont publiés dans des revues scientifique sur les « plasma sciences » ou en génie électrique (qui sont les domaines les plus touchés par cette cosmologie), mais ils publient aussi dans des revues d'astrophysique, bien qu'en tant que théorie non standard en cosmologie, ces revues sont moins enclines à publier leurs travaux.
Ce courant de pensée divergeant est soutenu principalement via le "Thunderbolts Project" qui consiste en une petite communauté épistémique. Cette petite communauté axée sur la recherche dans le domaine de l'univers plasma possède son propre wiki : The Electric Universe theory Wiki.
Un livre grand public a été écrit en 1992 par Eric Lerner, un chercheur ayant peu de publications à son actif. Le cosmologue Edward L. « Ned » Wright sur sa page professionnelle décrit les erreurs de raisonnement qu'il a trouvées dans le livre précité. Ces critiques ont fait l'objet d'une réponse de la part de Lerner, sans pour autant répondre à toutes les objections soulevées par Wright.